# Prefectura apostólica de Linqing
La prefectura apostólica de Linqing o de Lintsing (en latín: Praefectura Apostolica Lintsingensis y en chino: 天主教临清监牧区) es una circunscripción eclesiástica de la Iglesia católica en China. Se trata de una prefectura apostólica latina, inmediatamente sujeta a la Santa Sede. Desde 2004 está a cargo del obispo de Liaocheng, Joseph Zhao Feng-chang, aunque para el Anuario Pontificio la sede está vacante desde 1981. La Asociación Patriótica Católica China suprimió la prefectura apostólica en 2004, luego de elevarla a diócesis en año desconocido, sin asentimiento de la Santa Sede, y la fusionó con la diócesis de Yanggu, erigiendo la diócesis patriótica de Liaocheng.

## Territorio y organización
La prefectura apostólica extiende su jurisdicción sobre los fieles católicos de rito latino residentes en parte de la provincia de Shandong.
La sede de la prefectura apostólica se encuentra en la ciudad de Linqing, aunque para la Asociación Patriótica Católica China la sede de la diócesis patriótica de Liaocheng se halla en Liaocheng, en donde se encuentra la Catedral de San José, consagrada en 2011.
En 2024 no se conocen datos sobre el número de parroquias.

## Historia
La misión sui iuris de Linqing fue erigida el 24 de junio de 1927, obteniendo el territorio del vicariato apostólico de Tsinan (hoy arquidiócesis de Jinan).Se conformó con 13 condados: Linqing, Wucheng, Xiajin, Qiu, Liaocheng, Tangyi, Chiping, Boping, Qingping, Shen, Gaotang, Guantao y Guan.
El 5 de abril de 1931 la misión sui iuris fue elevada al rango de prefectura apostólica con el breve Cum aucto pastorum del papa Pío XI.
En 1948 la prefectura apostólica tenía 20 100 fieles.
Tras la retira japonesa en agosto de 1945, Linqing fue capturada por el Partido Comunista de China en septiembre de 1945, que se impuso en la guerra civil y proclamó la República Popular China el 1 de octubre de 1949. Todos los misioneros extranjeros fueron expulsados de China comunista. En 1951 China comunista y la Santa Sede rompieron relaciones diplomáticas, reconociendo la Santa Sede a la República de China en Taiwán como el legítimo gobierno chino. En junio de 1946 el prefecto apostólico Joseph Ly huyó de Linqing. El 18 de noviembre de 1949 el papa nombró al padre Paul Ly como prefecto apostólico de Linqing. Sin embargo, debido a que la propiedad de la Iglesia de Linqing estaba ocupada por el gobierno comunista, tuvo que vivir en Jinan. 
La Asociación Patriótica Católica China fue creada con el apoyo de la Oficina de Asuntos Religiosos de la República Popular de China en 1957, con el objetivo de controlar las actividades de los católicos en China. Su nombre público es Iglesia católica china y es referida como la "Iglesia oficial" en contraposición a la "Iglesia subterránea" o "Iglesia clandestina" leal a la Santa Sede.
En el período de 1966 a 1976 la Revolución Cultural se ensañó especialmente contra la religión, destruyéndose numerosas iglesias, entre ellas la catedral de Linqing que fue demolida en 1967. En 1966 fueron arrestado algunos sacerdotes y las actividades de la prefectura apostólica cesaron.
Luego de elevarla teóricamente a diócesis en año desconocido, en 2004 la Asociación Patriótica Católica China fusionó a Linqing con la diócesis de Yanggu, erigiendo la diócesis patriótica de Liaocheng.
El 22 de septiembre de 2018 se firmó en Pekín el Acuerdo provisional entre la Santa Sede y la República Popular de China sobre el nombramiento de los obispos. El 22 de octubre de 2020 el acuerdo fue prorrogado por otros dos años y en octubre de 2022 por otros dos años más.
Debido a la situación particular de la Iglesia católica en China, la Santa Sede no nombra obispos para las diócesis chinas, que son sedes oficialmente vacantes incluso en presencia de obispos reconocidos por Roma.

## Episcopologio
- presbítero Gaspare Hu † (30 de marzo de 1931-octubre de 1940 renunció)
- presbítero Joseph Ly † (22 de noviembre de 1940-1948 falleció)
- presbítero Paul Ly † (18 de noviembre de 1949-1981 falleció)